# 柳蚜
柳蚜（学名：Aphis farinosa）为常蚜科蚜屬下的一个种。